# Fate's Interception
Fate's Interception é um filme mudo norte-americano de 1912, do gênero romance, dirigido por D. W. Griffith e roteirizado por George Hennessy. Impressões existem no arquivo de filme na Biblioteca do Congresso e no Museu de Arte Moderna, Nova Iorque.